# Westfield (Somerset)
Westfield – osada i civil parish w Anglii, w Somerset, w dystrykcie (unitary authority) Bath and North East Somerset. W 2011 roku civil parish liczyła 5854 mieszkańców.